# Киндык-тепе
Киндык-тепе — руины древнего замка в долине реки Кашкадарья, от которого сохранилась лишь центральная часть у одноимённого селения.
Здесь найден почти квадратный приёмный зал характерно канонического устройства: с осевым входом на южной стороне и сплошными пристенными суфами, обегающими зал и разорванными только у входа. На севере, напротив входа средняя часть суфы расширена и превращена в площадку — место для хозяина. Зал был перекрыт деревянным потолком, который несмотря на размеры, для деревянных балок близкие к критическим, опирался только на стены. Типологические залы именно такого рода обычно оборудовались четырьмя опорами — основаниями для прогонов потолка.
Здание построено из сырца размером 48х50х25х8 сантиметров. С севера к нему примыкают остатки большого помещения с суфами вдоль сохранившихся южной и восточной стен, причём южная суфа расширена посредине аналогичной площадкой. Западнее виден узкий коридор, заканчивающийся на юге тупиком. Северное здание не было напрямую связано с южным, и исследователь рассматривает их как два жилища, построенные почти одновременно и принадлежавшие родственникам.
Квадратные залы с пристенными суфами, центрально расположенным входом и тронной площадкой напротив входа настолько характерны для резентантных жилищ Средней Азии V—VIII веков разного сословного уровня — дома Пенджикента, замки Занг-тепе, Джумалак-тепе, дворец в Варахше и другие, — что их форма может считаться канонической. Наблюдение исследователя, отметившего, что этот тип приёмного зала сложился в Центральном Согде и оттуда попал в долину Кашкадарьи.